# Gunnera bolivari
Gunnera bolivari är en gunneraväxtart som beskrevs av Macbride. Gunnera bolivari ingår i släktet gunneror, och familjen gunneraväxter. Inga underarter finns listade.